# Discografia di Bridgit Mendler
La discografia di Bridgit Mendler, cantante pop statunitense, è costituita da un album in studio, due EP, una colonna sonora e dieci singoli.

## Album in studio
| Anno | Titolo | Posizione massima | Posizione massima | Posizione massima | Posizione massima | Posizione massima | Posizione massima | Certificazioni |
| Anno | Titolo | US                | AUS               | FRA               | POL               | SPA               | UK                | Certificazioni |
| ---- | --- | ----------------- | ----------------- | ----------------- | ----------------- | ----------------- | ----------------- | -------------- |
| 2012 | Hello My Name Is... - Pubblicato: 22 ottobre 2012 - Etichetta: Hollywood Records - Formato: CD, download digitale | 30                | 58                | 95                | 17                | 26                | 107               |                |

## Colonne sonore
| Anno | Titolo | Posizione massima | Posizione massima | Posizione massima | Posizione massima | Posizione massima | Posizione massima | Posizione massima | Posizione massima | Certificazioni |
| Anno | Titolo | US                | AUS               | AUT               | BEL               | NL                | POL               | SPA               | UK                | Certificazioni |
| ---- | --- | ----------------- | ----------------- | ----------------- | ----------------- | ----------------- | ----------------- | ----------------- | ----------------- | -------------- |
| 2011 | Lemonade Mouth - Pubblicato: 12 aprile 2011 - Etichetta: Walt Disney Records - Formato: CD, download digitale | 4                 | 71                | 38                | 25                | 79                | 26                | 38                | 173               |                |

## Extended play
| Anno | Titolo                                                                                                 |
| ---- | --- |
| 2013 | Live in London - Pubblicato: 18 marzo 2013 - Etichetta: Universal Music Group - Formato: streaming     |
| 2016 | Nemesis - Pubblicato: 18 novembre 2016 - Etichetta: Black Box Records - Formato: CD, download digitale |

## Singoli

### Come artista principale
| Anno | Titolo                              | Posizione massima | Posizione massima | Posizione massima | Posizione massima | Posizione massima | Posizione massima | Posizione massima | Posizione massima | Posizione massima | Posizione massima | Certificazioni                                                                  | Album               |
| Anno | Titolo                              | US                | AUS               | AUT               | CAN               | DEN               | FRA               | IRL               | NZ                | SCO               | UK                | Certificazioni                                                                  | Album               |
| ---- | ----------------------------------- | ----------------- | ----------------- | ----------------- | ----------------- | ----------------- | ----------------- | ----------------- | ----------------- | ----------------- | ----------------- | ------------------------------------------------------------------------------- | ------------------- |
| 2011 | Somebody                            | 89                | —                 | —                 | —                 | —                 | —                 | —                 | —                 | —                 | —                 |                                                                                 | Lemonade Mouth      |
| 2011 | Determinate (feat. Adam Hicks)      | 51                | 91                | —                 | 82                | —                 | —                 | —                 | —                 | —                 | 111               |                                                                                 | Lemonade Mouth      |
| 2012 | Ready or Not                        | 49                | 53                | 25                | 43                | 36                | 49                | 15                | 12                | 6                 | 7                 | - USA: Platino - CAN: Platino - DEN: Platino - NZ: Platino - NOR: Oro - UK: Oro | Hello My Name Is... |
| 2013 | Hurricane                           | —                 | 82                | —                 | 81                | —                 | —                 | 77                | —                 | —                 | 157               | - USA: Oro - VEN: Oro                                                           | Hello My Name Is... |
| 2013 | Top of the World                    | —                 | —                 | —                 | —                 | —                 | —                 | —                 | —                 | —                 | —                 |                                                                                 | Hello My Name Is... |
| 2016 | Atlantis (feat. Kaiydo)             | —                 | —                 | —                 | —                 | —                 | —                 | —                 | —                 | —                 | —                 |                                                                                 | Nemesis             |
| 2016 | Do You Miss Me At All               | —                 | —                 | —                 | —                 | —                 | —                 | —                 | —                 | —                 | —                 |                                                                                 | Nemesis             |
| 2017 | Temperamental Love (feat. Devontée) | —                 | —                 | —                 | —                 | —                 | —                 | —                 | —                 | —                 | —                 |                                                                                 | /                   |
| 2017 | Can't Bring This Down (feat. Pell)  | —                 | —                 | —                 | —                 | —                 | —                 | —                 | —                 | —                 | —                 |                                                                                 | /                   |
| 2017 | Diving (feat. RKCB)                 | —                 | —                 | —                 | —                 | —                 | —                 | —                 | —                 | —                 | —                 |                                                                                 | /                   |

### Come artista ospite
| Anno | Titolo                                       | Posizione massima | Posizione massima | Album          |
| Anno | Titolo                                       | US                | UK                | Album          |
| ---- | -------------------------------------------- | ----------------- | ----------------- | -------------- |
| 2011 | Breakthrough (con il cast di Lemonade Mouth) | 88                | 200               | Lemonade Mouth |

### Singoli promozionali
| Anno | Titolo                  | Album                     |
| ---- | ----------------------- | ------------------------- |
| 2011 | This Is My Paradise     | Beverly Hills Chihuahua 2 |
| 2011 | We Can Change the World | /                         |
| 2011 | I'm Gonna Run to You    | /                         |
| 2012 | Summertime              | Arrietty                  |
| 2012 | Forgot to Laugh         | Hello My Name Is...       |

## Altri brani
| Titolo                | Anno | Altri artisti | Album                                       |
| --------------------- | ---- | ------------- | ------------------------------------------- |
| Give Love a Try       | 2009 | Nick Jonas    | Jonas L.A.                                  |
| When She Loved Me     | 2010 | N.D.          | DisneyMania 7                               |
| Wait for Me           | 2011 | Shane Harper  | Shane Harper                                |
| How to Believe        | 2012 | N.D.          | Disney Fairies: Faith, Trust and Pixie Dust |
| Hang in There Baby    | 2012 | N.D.          | Make Your Mark: Ultimate Playlist           |
| My Song for You       | 2012 | Shane Harper  | Disney Channel Holiday Playlist             |
| We're Dancing (Remix) | 2013 | N.D.          | Shake It Up: I ♥ Dance                      |